# Campeonato Asiático de Atletismo de 2019 - 800 m masculino
A prova dos 800 metros masculino do Campeonato Asiático de Atletismo de 2019 foi disputada entre os dias 21 e 22 de abril de 2019 no Estádio Internacional Khalifa em Doha, no Catar. 

## Recordes
Antes desta competição, os recordes mundiais e do campeonato nesta prova eram os seguintes:
|                       | Nome               | Nacionalidade | Tempo     | Local       | Data                |
| --------------------- | ------------------ | ------------- | --------- | ----------- | ------------------- |
| Recorde mundial       | David Rudisha      | Quênia        | 1m 40s 91 | Londres     | 9 de agosto de 2012 |
| Recorde do campeonato | Majed Saeed Sultan | Catar         | 1m 44s 27 | Incheon     | 2005                |
| Recorde asiático      | Yusuf Saad Kamel   | Bahrein       | 1m 42s 79 | Fontvieille | 29 de julho de 2008 |

## Medalhistas
| Ouro                          | Prata                    | Bronze              |
| Abubaker Haydar Abdalla (QAT) | Ebrahim Al-Zofairi (KUW) | Jamal Hairane (QAT) |

## Cronograma
Todos os horários são locais (UTC+3)
| Data        | Hora  | Evento    |
| ----------- | ----- | --------- |
| 21 de abril | 08:45 | Bateria   |
| 21 de abril | 20:22 | Semifinal |
| 22 de abril | 19:06 | Final     |

## Resultados

### Bateria
Qualificação: 3 atletas de cada bateria  (Q) mais os  4 melhores qualificados (q). 
| Posição | Bateria | Atleta                     | Nacionalidade | Tempo   | Notas                |
| ------- | ------- | -------------------------- | ------------- | ------- | -------------------- |
| 1       | 3       | Abubaker Haydar Abdalla    | Catar         | 1:50.12 | Q                    |
| 2       | 3       | Alimujiang Rehemaiti       | China         | 1:50.31 | Q                    |
| 3       | 3       | Rusiru Chahutanga Gallage  | Sri Lanka     | 1:50.55 | Q                    |
| 4       | 3       | Jirayu Pleenaram           | Tailândia     | 1:51.35 | q,                   |
| 5       | 4       | Abdirahman Saeed Hassan    | Catar         | 1:51.37 | Q                    |
| 6       | 3       | Mohammed Al-Suleimani      | Omã           | 1:51.45 | q,                   |
| 7       | 4       | Abraham Kipchirchir Rotich | Bahrein       | 1:51.53 | Q,                   |
| 8       | 4       | Li Junlin                  | China         | 1:51.60 | Q                    |
| 9       | 4       | Som Bahadur Kumal          | Nepal         | 1:52.04 | q                    |
| 10      | 4       | Ali Fahimi                 | Irão          | 1:52.45 | q                    |
| 11      | 3       | Marco Vilog                | Filipinas     | 1:52.78 |                      |
| 12      | 2       | Mohammed Afsal             | Índia         | 1:52.93 | Q                    |
| 13      | 1       | Jamal Hairane              | Catar         | 1:53.31 | Q                    |
| 14      | 1       | Jinson Johnson             | Índia         | 1:53.43 | Q                    |
| 15      | 1       | Ebrahim Al-Zofairi         | Kuwait        | 1:53.59 | Q                    |
| 16      | 1       | Musulman Dzholomanov       | Quirguistão   | 1:53.86 |                      |
| 17      | 4       | Baiastan Maksatbekuulu     | Quirguistão   | 1:54.08 | Recorde pessoal      |
| 18      | 1       | Odilshoh Ismatov           | Tajiquistão   | 1:54.10 | Recorde da temporada |
| 19      | 2       | Takumi Murashima           | Japão         | 1:54.39 | Q                    |
| 20      | 2       | Fawaz Farhan               | Kuwait        | 1:54.41 | Q                    |
| 21      | 1       | Awwad Al-Sharafa           | Jordânia      | 1:54.84 | Recorde da temporada |
| 22      | 1       | Hussain Riza               | Maldivas      | 1:56.59 | Recorde pessoal      |
| 23      | 2       | Abdulah Al-Yaari           | Iêmen         | 1:57.07 | Recorde da temporada |
| 24      | 4       | Manuel Belo Amaral Ataide  | Timor-Leste   | 1:58.56 | Recorde da temporada |
| 25      | 3       | Ahmed Ahmed                | Palestina     | 2:03.55 | Recorde da temporada |
| 26      | 2       | Amir Moradi                | Irão          | DNF     |                      |
| 26      | 2       | Mohamed Ayoub Tiouali      | Bahrein       | DNF     |                      |
| 27      | 2       | Samer Al-Johar             | Jordânia      | DNS     |                      |

### Semifinal
Qualificação: 3 atletas de cada bateria  (Q) mais os  2 melhores qualificados (q).
| Posição | Bateria | Atleta                     | Nacionalidade | Tempo   | Notas           |
| ------- | ------- | -------------------------- | ------------- | ------- | --------------- |
| 1       | 2       | Abubaker Haydar Abdalla    | Catar         | 1:49.62 | Q               |
| 2       | 1       | Ebrahim Al-Zofairi         | Kuwait        | 1:50.27 | Q               |
| 3       | 1       | Li Junlin                  | China         | 1:50.30 | Q               |
| 4       | 1       | Mohammed Afsal             | Índia         | 1:50.47 | Q               |
| 5       | 1       | Abdirahman Saeed Hassan    | Catar         | 1:50.50 | q               |
| 6       | 2       | Jinson Johnson             | Índia         | 1:50.65 | Q               |
| 7       | 2       | Jamal Hairane              | Catar         | 1:50.73 | Q               |
| 8       | 1       | Takumi Murashima           | Japão         | 1:50.76 | q               |
| 9       | 2       | Rusiru Chahutanga Gallage  | Sri Lanka     | 1:51.02 |                 |
| 10      | 2       | Ali Fahimi                 | Irão          | 1:51.48 |                 |
| 11      | 2       | Jirayu Pleenaram           | Tailândia     | 1:51.98 |                 |
| 12      | 1       | Mohammed Al-Suleimani      | Omã           | 1:52.21 |                 |
| 13      | 2       | Fawaz Farhan               | Kuwait        | 1:52.84 | Recorde pessoal |
| 14      | 1       | Abraham Kipchirchir Rotich | Bahrein       | 1:53.07 |                 |
| 15      | 1       | Som Bahadur Kumal          | Nepal         | 1:53.22 |                 |
| 16      | 2       | Alimujiang Rehemaiti       | China         | 1:53.60 |                 |

### Final
| Posição           | Atleta                  | Nacionalidade | Tempo   | Notas                |
| ----------------- | ----------------------- | ------------- | ------- | -------------------- |
| Medalha de ouro   | Abubaker Haydar Abdalla | Catar         | 1:44.33 | ,                    |
| Medalha de prata  | Ebrahim Al-Zofairi      | Kuwait        | 1:46.88 | Recorde da temporada |
| Medalha de bronze | Jamal Hairane           | Catar         | 1:47.27 |                      |
| 4                 | Abdirahman Saeed Hassan | Catar         | 1:47.71 |                      |
| 5                 | Li Junlin               | China         | 1:47.89 | Recorde pessoal      |
| 6                 | Takumi Murashima        | Japão         | 1:52.32 |                      |
| 7                 | Mohammed Afsal          | Índia         | 1:54.68 |                      |
| 8                 | Jinson Johnson          | Índia         | DNF     |                      |

Legenda
| Recorde mundial       | Recorde mundial (World record)               |                       | Recorde africano                      | Recorde africano (African) |                                           | Q | Classificado por posição (Qualified) |
| Recorde do campeonato | Recorde do campeonato (Championship record)  | Recorde da América    | Recorde da América (Americas)         | q                          | Classificado por melhor tempo (Qualified) |   |                                      |
| Melhor marca do ano   | Melhor marca do ano (World leading)          | Recorde asiático      | Recorde asiático (Asian)              | DNS                        | Não largou (Did not start)                |   |                                      |
| Recorde nacional      | Recorde nacional (National record)           | Recorde europeu       | Recorde europeu (European)            | DNF                        | Não terminou (Did not finish)             |   |                                      |
| Recorde pessoal       | Recorde pessoal do atleta (Personal best)    | Recorde da Oceania    | Recorde da Oceania (Oceania)          | DSQ / DQ                   | Desclassificado (Disqualified)            |   |                                      |
| Recorde da temporada  | Recorde da temporada do atleta (Season best) | Recorde sul-americano | Recorde sul-americano (South America) | NM                         | Sem marca (No mark)                       |   |                                      |